# 压缩性
在热力学和流体力学范畴中，压缩性（Compressibility）或压缩率是一个对压强改变造成的相对体积改变的度量。
{\displaystyle \beta =-{\frac {1}{V}}{\frac {\partial V}{\partial p}}}
以上V代表体积而P代表压强。

## 热力学
在热力学中压缩性同时表示理想气体与现实气体的差异。“压缩率因子”被定义为：
{\displaystyle Z={\frac {p{\tilde {V}}}{RT}}}
以上p代表气体的压强，T代表温度，同时{\displaystyle {\tilde {V}}}是它的摩尔体积.